# رود گهگر هکره
رود گَهگر هَکره (انگلیسی: Ghaggar-Hakra River) رودی فصلی در هند و پاکستان است که فقط در طول فصل باران‌های موسمی جریان دارد. این رودخانه قبل از بند اوتو در ۲۹٫۴۸۷۵°N 74.8925°E به نام گهگر شناخته می‌شود، و در پایین دست بند در بیابان تار به نام هکره. در دوران پیش از هاراپا، گهگر شاخه‌ای از رودخانه سُتلج بود. این رودخانه هنوز به این کانال قدیمی ستلج و احتمالاً یامونا متصل است که به رودخانه نارا ختم می‌شد، که در حال حاضر یک کانال دلتایی از رودخانه سند است که از طریق سیر کریک به دریا می‌پیوندد.
رودخانه ستلج حدود ۸۰۰۰ تا ۱۰۰۰۰ سال پیش مسیر خود را تغییر داد و گهگر-هکره را به عنوان شبکه‌ای از رودخانه‌های تغذیه شده از باران‌های موسمی که به بیابان تار ختم می‌شوند، باقی گذاشت. تمدن دره سند زمانی شکوفا شد که باران‌های موسمی که رودخانه‌ها را تغذیه می‌کردند حدود ۵۰۰۰ سال پیش کاهش یافتند، و تعداد زیادی از مکان‌های تمدن بالغ دره سند (۲۶۰۰–۱۹۰۰ قبل از میلاد) در امتداد مسیر میانی (خشک شده) هکره در پاکستان یافت می‌شوند. حدود ۴۰۰۰ سال پیش، تمدن دره سند زمانی که باران‌های موسمی بیشتر کاهش یافت، رو به زوال گذاشت و گهگر-هکره خشک شد و به یک رودخانه فصلی کوچک تبدیل شد.
دانشمندان قرن نوزدهم و اوایل قرن بیستم، و همچنین برخی از نویسندگان جدیدتر، پیشنهاد کرده‌اند که گهگر-هکره ممکن است بقایای از بین رفته رودخانه ساراسواتی باشد که در ریگ‌ودا ذکر شده است، که توسط رودخانه‌های هیمالیا تغذیه می‌شده است، علیرغم این واقعیت که گهگر-هکره تا آن زمان خشک شده بود.